# عملية آي-غو
عملية آي-غو (باليابانية: い 号 作 戦، آي-غو ساكوسن) كانت هجوماً جوياً مضاداً شنته القوات الإمبراطورية اليابانية ضد قوات الحلفاء خلال حملات جزر سليمان وغينيا الجديدة في مسرح المحيط الهادئ ضمن الحرب العالمية الثانية. أثناء العملية في الفترة من 1-16 أبريل 1943، هاجمت الطائرات اليابانية - المُشكلة حصرياً من وحدات البحرية الإمبراطورية اليابانية تحت قيادة الأدميرال إيسوروكو ياماموتو وجينيتشي كوساكا [الإنجليزية] - سفن الحلفاء والطائرات والمنشآت البرية في جنوب شرق جزر سليمان وغينيا الجديدة. كان الهدف وراء العملية هو وقف هجمات الحلفاء في غينيا الجديدة وجزر سليمان ومنح اليابان الوقت لإعداد مجموعة جديدة من الدفاعات رداً على الهزائم الأخيرة أمام الحلفاء في معركة غوادالكانال ومعركة بونا-غونا في غينيا الجديدة ومعركة واو ومعركة بحر بسمارك.
تألفت العملية من عدة هجمات جوية حاشدة نفذتها قاذفات ومقاتلات يابانية - متمركزة في رابول وبوغانفيل وجزر شورتلاند - ضد أهداف الحلفاء في وحول غوادالكنال وجزر راسل ضمن جزر سليمان وبورت مورسبي وخليج أورو وخليج ميلن في غينيا الجديدة. على الرغم من أن اليابانيين أغرقوا العديد من وسائل النقل والسفن الحربية التابعة للحلفاء، فقد فشل هجومهم في إلحاق أضرار جسيمة بقوات الحلفاء. بناءً على تقارير غير دقيقة ومبالغ فيها عن غير قصد من أطقم الطائرات المعنية، أوقف ياماموتو الهجمات في 16 أبريل، معتقداً أن العملية كانت ناجحة. ومع ذلك، لم تؤخر العملية بشكل كبير استعدادات الحلفاء لشن مزيد من الهجمات في منطقة جنوب المحيط الهادئ. قُتل ياماموتو بعد ذلك بوقت قصير أثناء سفره لتهنئة الوحدات التي شاركت في العملية.

## معلومات المراجع كاملة
- Claringbould، Michael (2020). Operation I-Go: Yamamoto's Last Offensive ̶ New Guinea and the Solomons April 1943. Avonmore Books. ISBN:978-0648665946.
- Claringbould، Michael (نوفمبر 2016 – يناير 2017). "When Plan 'A' Fails...". Flightpath. ج. 28 رقم  2. ص. 50–55.
- Gamble، Bruce (2010). Fortress Rabaul: The Battle for the Southwest Pacific, January 1942 – April 1943. Minneapolis, MN: Zenith Press. ISBN:978-0-7603-2350-2.
- Gill، G. Hermon (1968). Royal Australian Navy, 1942–1945. Australia in the War of 1939–1945. Series 2 – Navy. Canberra: Australian War Memorial. ج. II. OCLC:65475. مؤرشف من الأصل في 2023-06-11.
- Johnston, Mark (2014). "RAAF in New Guinea". في Dean, Peter (المحرر). Australia 1943: The Liberation of New Guinea. Port Melbourne, Victoria: Cambridge University Press. ص. 123–141. ISBN:978-1-107-03799-1.
- Morison، Samuel Eliot (1958). Breaking the Bismarcks Barrier, vol. 6 of History of United States Naval Operations in World War II. Castle Books. ISBN:0-7858-1307-1.
- Odgers، George (1968). Volume II – Air War Against Japan, 1943–1945. Australia in the War of 1939–1945. Canberra: النصب الأسترالي التذكاري للحرب  [لغات أخرى]‏. مؤرشف من الأصل في 2023-03-06. {{استشهاد بكتاب}}: no-break space character في |ناشر= في مكان 18 (مساعدة)صيانة الاستشهاد: علامات ترقيم زائدة (link)
- Odgers، George (2008). Mr Double Seven (PDF). Tuggeranong, Australian Capital Territory: Air Power Development Centre, Royal Australian Air Force. ISBN:9781920800307. مؤرشف من الأصل (PDF) في 2023-01-28.
- Shaw، Ian W. (2017). The Rag Tag Fleet: The Unknown Story of the Australian Men and Boats that Helped Win the War in the Pacific. Hachette. ISBN:9780733637308. مؤرشف من الأصل في 2023-01-28.

## وصلات خارجية
- "Interview with Arthur Gould (Australian pilot who flew from Milne Bay)". Australians at War Film Archive. University of New South Wales, Canberra. 28 يناير 2004. مؤرشف من الأصل في 2023-01-28. اطلع عليه بتاريخ 2020-06-04.